# Hrochův Týnec (nádraží)
Hrochův Týnec je dopravna D3 v severní části stejnojmenného města v okrese Chrudim v Pardubickém kraji, v těsné blízkosti k městu přidružené obce Stíčany. Leží na jednokolejné neelektrizované trati Chrudim–Borohrádek.

## Historie
V roce 1899 dostavěla společnost Místní dráha Chrudimsko-holická svou  trať navazující na železnici z Heřmanova Městce přes Chrudim a Holice do Borohrádku, pravidelný provoz na trati byl zahájen 26. září. Nádražní objekty zde vznikly dle typizovaného stavebního vzoru celé dráhy.
Společnost Místní dráha Chrudimsko-holická byla k 1. lednu 1925 zestátněna a správu stanice přebraly Československé státní dráhy.

## Popis
Nacházejí se zde dvě hranová nekrytá nástupiště, k příchodu k vlakům slouží přechody přes koleje.